# Amazo
Amazo è un androide immaginario dell'universo DC Comics, creato da Gardner Fox e apparso per la prima volta nell'albo The Brave and the Bold n. 30.

## Biografia del personaggio
L'androide è inizialmente nemico della Justice League, costruito da uno scienziato terrestre, il Professor Ivo, nella speranza di usare i loro poteri per potersi permeare di immortalità. Disattivato dopo il primo scontro con la Lega e rinchiuso nella sala dei trofei del gruppo, Amazo verrà riattivato e modificato molte volte nel corso degli anni. In un'occasione l'androide è stato riattivato per permettere alla Lega di recuperare i propri poteri e in un'altra quando la Terra viene colpita da una radiazione di sole rosso. Il supercriminale noto come La Chiave in seguito riattiverà l'androide nel tentativo di ripristinare la propria statura.
Ivo riattiverà Amazo mandandolo contro una versione più debole della Lega: l'androide riuscirà a sconfiggere numerosi eroi prima di essere fermato da Aquaman e Martian Manhunter. Una versione di Amazo verrà estratta dalla linea temporale dall'androide Hourman, desideroso di conoscere il suo "antenato". Questa versione di Amazo riuscirà a copiare i poteri temporali di Hourman, prendendo così il nome di "Timazo". Un'altra versione di Amazo si scontrerà nuovamente con la Lega nel tentativo di liberare Ivo, ma verrà fermata quando Superman, su consiglio di Atomo, dichiarerà la Lega sciolta, facendo mancare all'androide la sua funzione principale.
Batman e Nightwing in seguito si scontreranno con un'altra versione di Amazo, riuscendo a distruggerlo dal momento che l'androide era privo di alcuni poteri. Durante Crisi infinita Amazo farà parte di un gruppo di criminali che attaccherà Metropolis, venendo distrutto da Black Adam. Ivo in seguito combinerà parti di Amazo con del DNA umano per creare un figlio per l'androide, chiamato "Kid Amazo". Ivo inoltre scaricherà il programma di Amazo nel corpo dell'androide Red Tornado, come piano per permettere al criminale Solomon Grundy di ottenere l'immortalità. L'androide si scontrerà con la Lega, prima di essere teletrasportato nel circolo gravitazionale della stella rossa Antares.

## Poteri e abilità
Amazo ha la capacità di assorbire i poteri e capacità di ogni essere vivente tramite il contatto visivo, e possiede in modo permanente i poteri dei membri fondatori della Lega (Flash, Martian Manhunter, Wonder Woman, Aquaman e Lanterna Verde), cosa che lo rende un temuto avversario. Possiede anche la capacità di replicare le armi degli avversari, come l'anello di Lanterna Verde o il lazo di Wonder Woman. In alcune versioni possiede il difetto di assorbire anche le debolezze degli eroi (come la vulnerabilità alla kryptonite di Superman o la debolezza al colore giallo di Lanterna Verde).

## Altri media
Amazo compare nella serie animata Justice League Unlimited in due episodi. Androide alla ricerca del suo senso dell'esistenza, infine sceglie di cercarlo entrando nella Lega.
Compare anche nel videogioco Scribblenauts Unmasked: A DC Comics Adventure.
Nella serie TV Arrow la Amazo è la nave del professor Ivo, che in questa incarnazione è un ricercatore medico.